# 杓子岳
杓子岳（しゃくしだけ）は、飛騨山脈（北アルプス）の後立山連峰にある標高2,812mの山。長野県と富山県にまたがる。

## 概要
白馬岳・鑓ヶ岳と併せて「白馬三山」と呼ばれる。
後立山連峰の主稜線上にあり、登山道は西側の山腹を巻くトラバース道がメインとなっており、その途中に頂上へと至る道に分岐する。斜面は概ねガレている。非対称山稜であり、長野県側は大きく落ちている。崖の下部には大きな杓子沢があり、積雪期には山スキーをするために訪れる者もいる。
また、山頂周辺はコマクサの群落地でもある。

## 登山ルート
- 白馬岳 - 丸山 - 杓子岳
- 猿倉 - 白馬尻 - 丸山 - 杓子岳
- 鑓ヶ岳 - 杓子岳

## 周辺の山小屋
- 白馬山荘
- 白馬岳頂上宿舎
- 白馬尻小屋
- 猿倉荘
- 白馬鑓温泉小屋
- 天狗山荘

## 近隣の山
- 鉢ヶ岳
- 小蓮華山
- 白馬岳
- 鑓ヶ岳
- 天狗ノ頭
- 唐松岳

## 関連画像

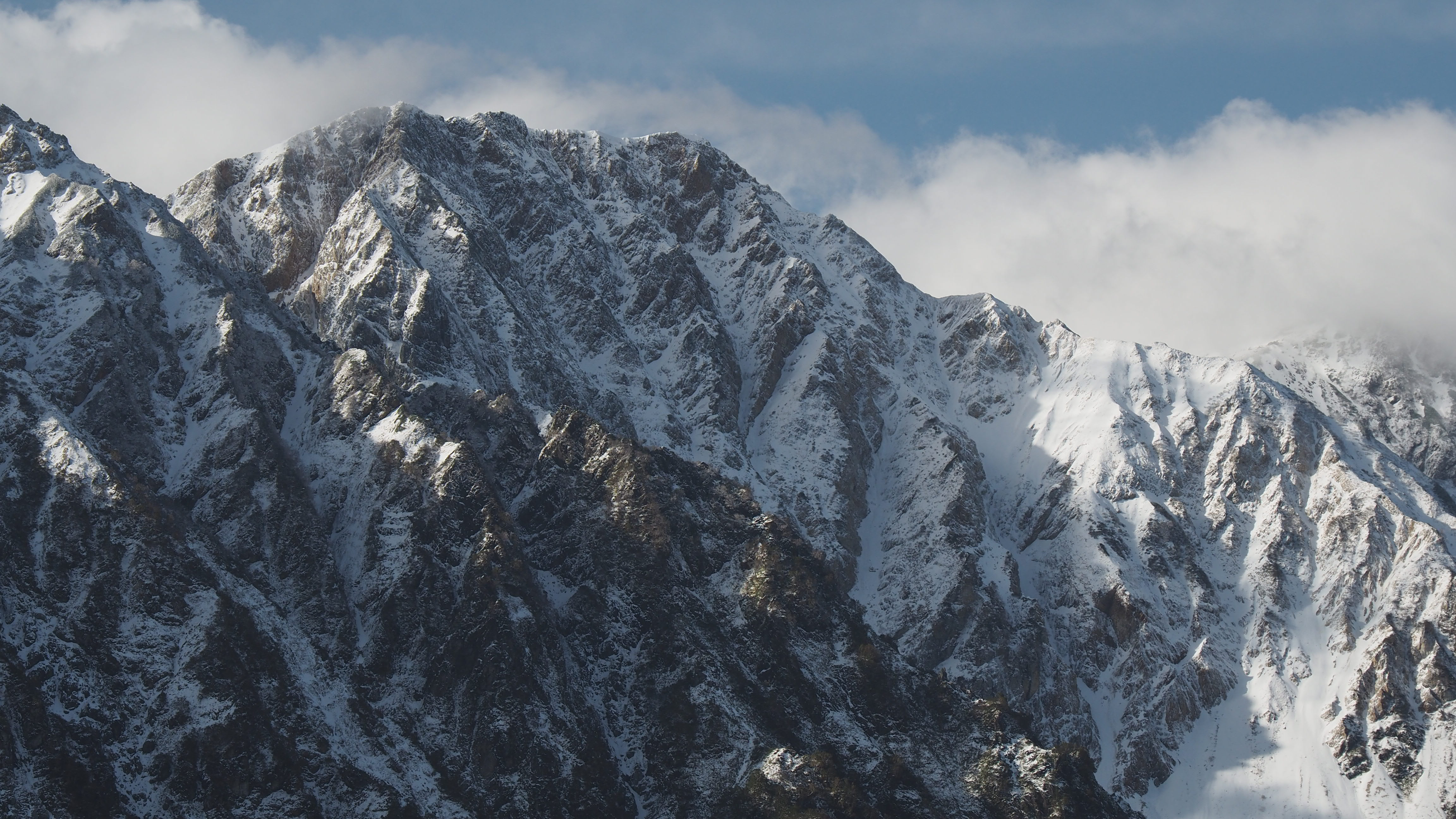
杓子岳 八方尾根から (2023年10月)
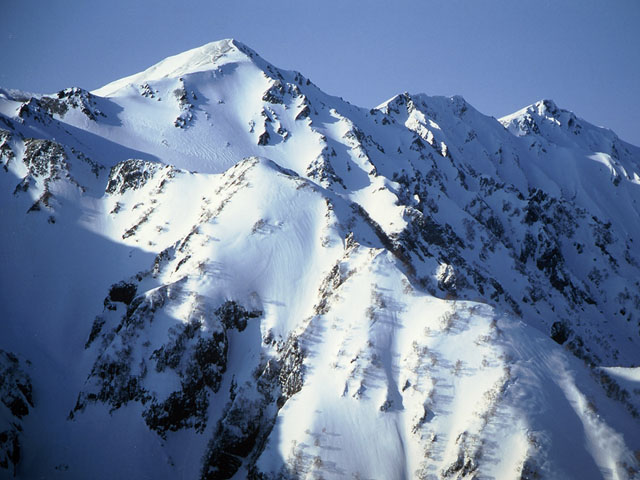
白馬三山 (鑓ヶ岳・杓子岳・白馬岳) 八方尾根から
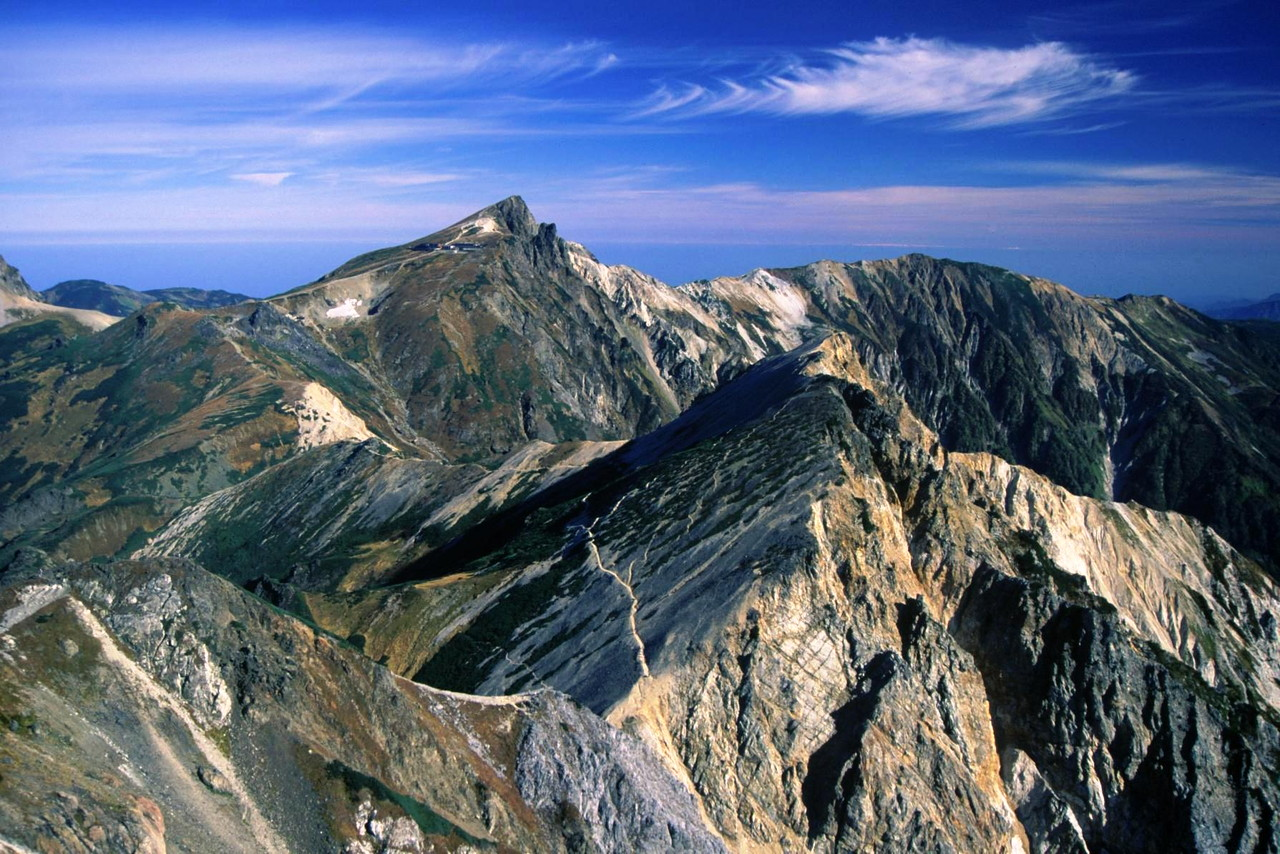
白馬岳と杓子岳 鑓ヶ岳より (1999年10月)
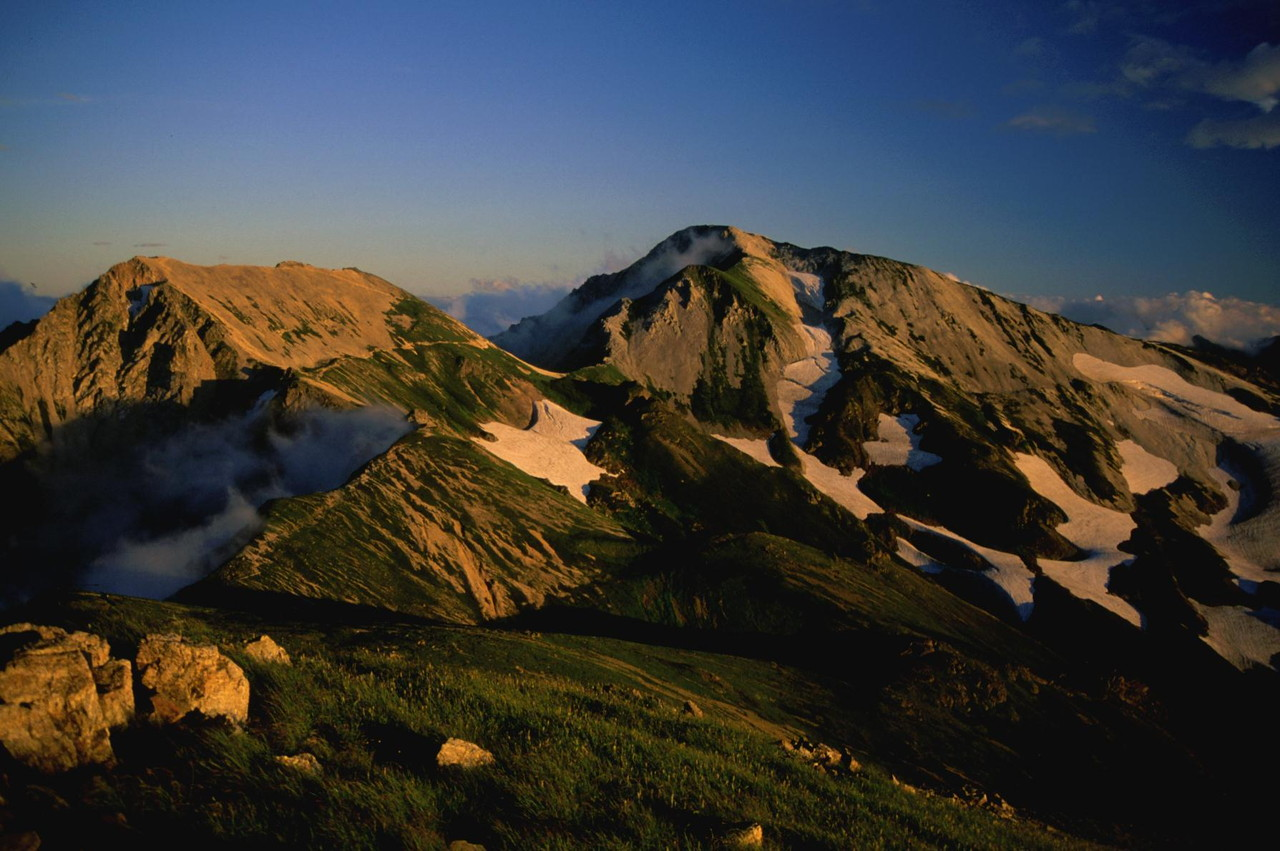
杓子岳と白馬鑓ヶ岳 丸山より (2000年7月)
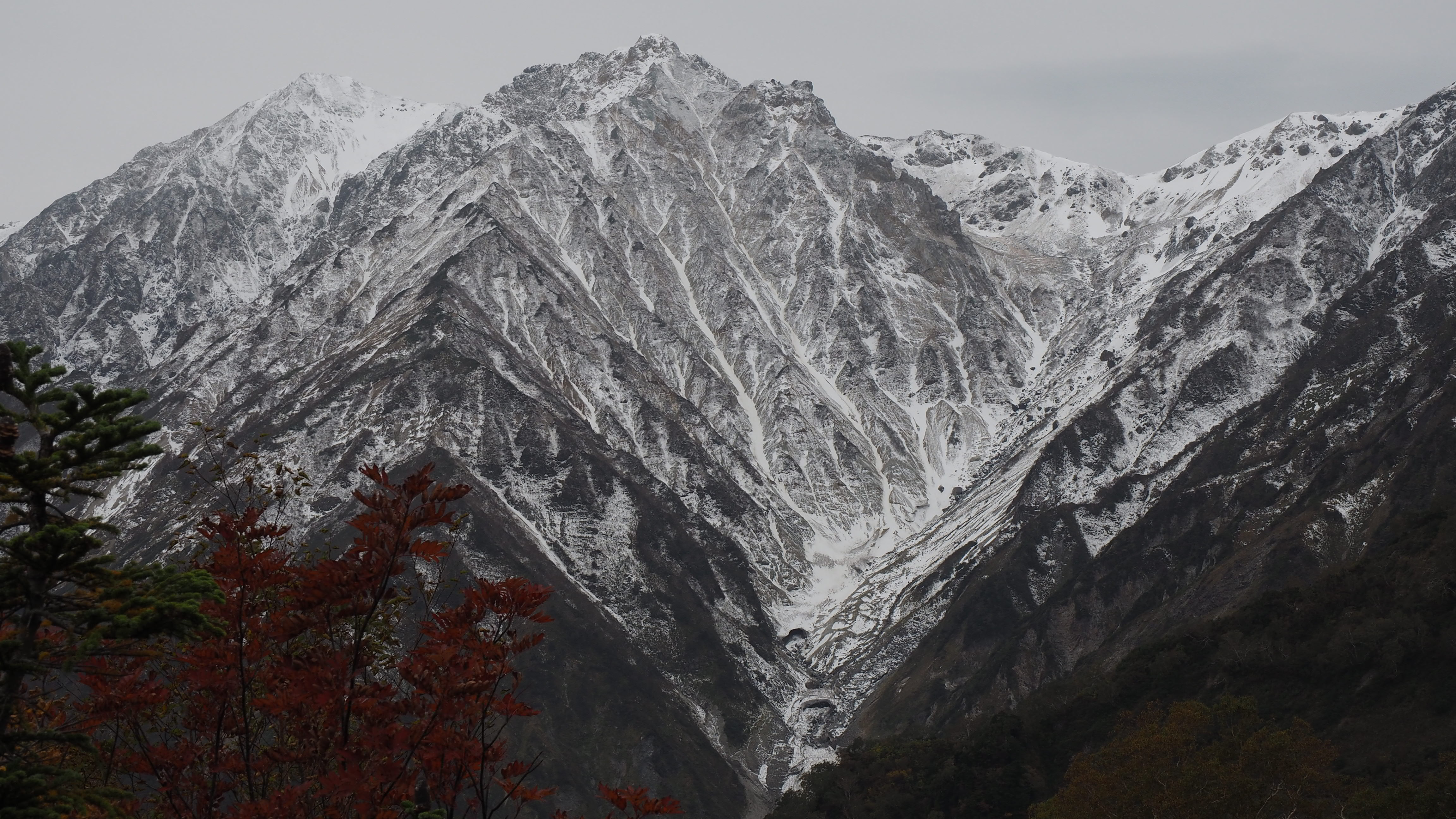
杓子岳 栂池自然園から（2023年10月）